# Smash-Up: The Story of a Woman
Smash-Up: The Story of a Woman ist ein US-amerikanisches Filmdrama aus dem Jahre 1947. Regie führte Stuart Heisler, das Drehbuch schrieb John Howard Lawson nach einer Story von Dorothy Parker und Frank Cavett. Die Hauptrollen spielten Susan Hayward und Lee Bowman.

## Handlung
Die sehr erfolgreiche und talentierte Sängerin Angelica Evans, die für ihre Auftritte allerdings jedes Mal einen Drink braucht, beendet ihre Karriere, um den Musiker Ken Conway zu heiraten. Ken steht zusammen mit seinem Partner Steve Nelson noch ganz am Anfang seiner Karriere. Als Angie schwanger wird und weiterhin das Geld fehlt, vermittelt ihr Manager Mike Dawson Ken einen Job als Westernsänger, morgens um sechs im Radio. Auch während der Geburt seiner Tochter Angel muss er ins Radiostudio. Dort singt er ein selbst geschriebenes Liebeslied an Angie. Damit beginnt sein Erfolg als Sänger. Bald kann er es sich leisten, alle Wünsche die Angie seiner Ansicht nach hat, zu erfüllen: Eine Luxuswohnung mit Bediensteten, unter anderem ein Kindermädchen, sodass sie sich um nichts kümmern muss. Allerdings lässt ihm seine Karriere immer weniger Zeit für sie. Angie kann mit ihm fast nur noch über seine Sekretärin Martha Gray kommunizieren (auch als sie ihn morgens um vier wegen einer Lungenentzündung Angels in seinem Hotelzimmer anruft). Martha besorgt außerdem mittlerweile alle seine Geschenke an Angie nicht nur, sie sucht sie auch aus beziehungsweise plant sie (einschließlich der neuen Wohnung oder der endlich nachgeholten „Flitterwochen“). Die ohnehin schon unsichere Angie sitzt ohne Aufgaben zu Hause herum, sorgt sich um ihre Ehe und greift dabei immer öfter zum Alkohol. Als Folge ist sie zumeist betrunken, wenn Ken mal Zeit für sie hat.
Nachdem der Hausarzt Dr. Lorenz Ken auf den Alkoholismus seiner Frau angesprochen hat und Steve meint, dass Angie eine Aufgabe und etwas Verantwortung benötige, beschließt Ken, sie einen seiner Empfänge organisieren zu lassen. Dieser Empfang wird zunächst ein Erfolg. Angie hat allerdings auch Martha eingeladen. Als sie sich immer mehr aus dem Mittelpunkt verdrängt sieht, betrinkt sie sich, wird eifersüchtig auf Martha und beginnt, auf sie einzuschlagen. In der Nacht schämt sie sich dafür und beginnt, immer noch betrunken, zu verzweifeln. Sie sucht Hilfe bei Ken, der aber über ihr Verhalten verärgert ist und es auch zeigt. Darüber wird sie wütend, wirft ihm vor, zu feige zu sein, selbst über Scheidung zu sprechen und wirft ihn raus. Am nächsten Morgen begreift sie, was sie getan hat und ruft ihn an, erreicht aber nur Steve. Der versucht vergeblich, Ken und Angie wieder zusammenzubringen. Ken besteht auf der Scheidung. Er liebt Angie immer noch und will ihr weiterhin alles geben; Angel möchte er ihr aber nicht mehr anvertrauen. Bei dem Gespräch kommt auch heraus, dass Martha Ken von Anfang an geliebt hat und nun erst versteht, dass es nichts für sie zu hoffen gibt.
Angie will ihre Karriere wieder aufleben lassen, vor allem um zu zeigen, dass sie auch alleine für Angel sorgen kann. Kurz vor ihrem ersten Auftritt wird ihr aber klar, dass sie zunächst nicht darauf zu hoffen braucht, Angel wiederzusehen. Sie zieht daraufhin durch die Klubs und betrinkt sich so sehr, dass sie schließlich in einem Hauseingang einschläft. In der Wohnung, in der sie am nächsten Morgen aufwacht, hört sie spielende Kinder von der Straße und macht sich auf, Angel zu entführen. Sie ist glücklich, ihre Tochter wieder versorgen zu können, schafft es aber nicht, nüchtern zu bleiben. Als sie Angel ihr Gutenachtlied vorsingt, trauert sie um ihre Ehe und vergisst dabei ihre brennende Zigarette in Angels Bett. Sie vergräbt sich mit ein paar Drinks in ihren Erinnerungen, aus denen sie von Angels Alarmrufen gerissen wird. Sie schafft es gerade noch, Angel aus dem brennenden Haus zu retten und bricht dann auf der Straße zusammen. Im Krankenhaus stellt sich heraus, dass sie wieder genesen und keine Narben zurückbehalten wird. Ken versteht nun, was er falsch gemacht hat, und Angie hat einen solchen Schreck bekommen, dass sie vom Alkohol loskommt. Einer glücklichen Fortsetzung der Ehe steht nun nichts mehr im Wege.

## Hintergrund

### Produktion
Smash-Up, the Story of a Woman wurde von Walter Wanger Productions produziert.

### Dreharbeiten
Die Dreharbeiten fanden zwischen Ende Mai und Mitte August 1946 statt. Drehorte waren der Sutton Place und der Central Park in New York sowie in den Universal Studios in Universal City, Kalifornien.

### Cast & Crew
Susan Hayward wurde durch Smash-Up: The Story of a Woman zum Star; sie bekam für den Film ihre erste Oscarnominierung.
Für Drehbuchautor John Howard Lawson war dies der letzte Film vor seinem Auftritt vor dem Komitee für unamerikanische Umtriebe (HUAC) am 29. Oktober 1947. Dieser brachte ihm ein Berufsverbot und eine Gefängnisstrafe ein. Lawson wird zu den Hollywood Ten gezählt.
Verantwortlich für das Szenenbild war Alexander Golitzen.

### Musik
Fünf verschiedene Lieder werden in Smash-Up: The Story of a Woman gesungen. Life Can Be Beautiful, Hushabye Island und I Miss That Feeling von Jimmy McHugh und Harold Adamson, sowie A Cowboy’s Never Lonesome und Lonely Little Ranch House von Jack Brooks (letzteres auch von Edgar Fairchild). Dabei spielt Life Can Be Beautiful eine gewisse Rolle als das Lied, das Ken für Angie schreibt und das mehrfach im Film als Symbol für ihre Liebe bzw. deren Verlust steht. Außerdem ist es das Lied, mit dem Ken den endgültigen Durchbruch schafft.

### Veröffentlichungen
Smash-Up: The Story of a Woman kam im März 1947 in die US-amerikanischen Kinos. Eine offizielle deutsche Erstaufführung gab es nicht.
Vertrieben wurde der Film 1947 von Universal Pictures.

## Rezeption

### Kritik
Bosley Crowther verriss Smash-Up: The Story of a Woman in seiner Kritik 1947. Er erwähnte Ähnlichkeiten zu Das verlorene Wochenende und Ein Stern geht auf, meinte aber, der Film könne an keinen der beiden auch nur annähernd heranreichen. Er kritisiert besonders das Drehbuch; es sei schwach und nicht überzeugend geschrieben, sodass die Gründe für den Alkoholismus der Hauptfigur zufällig und künstlich wirken. Er fand auch, dass das Lied Life Can Be Beautiful so oft „gegrunzt“ würde, dass jeder, der „ein nicht ganz kompletter Jukeboxfanatiker“ ist, „sich versucht fühlen könnte, seine Missbilligung herauszuschreien.“ Susan Hayward spiele ihre Figur mit einer ernsthaften Genauigkeit, die die Szenen als Betrunkene oft in unangemessene Burleske verwandeln würde. Er findet es bemerkenswert, dass ihre Erscheinung dabei niemals auf eine unschmeichelhafte Weise durcheinander komme. Er kommt zu dem Schluss, dass der Film „abgesehen von dem vielen Trinken einer Dame und einer Menge modischer Chics“ „wenig mehr biete als irgendein altmodischer Schmachtfetzen aus einer Bar“.
Emanuel Levy fand 60 Jahre später sehr viel positivere Worte zu dem Film. Es sei eine der bekanntesten Gefallene Frau Rollen von Susan Hayward, die Regie sei „mit Geschmack“ und die Kamera von Stanley Cortez extrem gut geführt worden. Er weist darauf hin, dass der Film ohne den Erfolg von Das verlorene Wochenende wohl nicht gedreht worden wäre und dass die Originalität der Geschichte fragwürdig erscheine, da Dorothy Parker auch an Ein Stern geht auf mitgearbeitet habe.
Craig Butler meint, dass Susan Hayward niemals besser war als in diesem Film (wenngleich mehrmals ähnlich gut), mit dem sie sich eine Oscarnominierung verdiente. Ja, der Film sei ein Starvehikel, aber das „intelligente Drehbuch“ und die Regie seien ein unerwarteter Bonus. Er weist auch auf die hervorragenden Leistungen von Eddie Albert und Marsha Hunt hin. Jonathan Rosenbaum meint, der Film habe nie die verdiente Anerkennung erhalten und schreie nach einer Neubewertung. Erwähnenswert findet er das „kraftvoll geschriebene“ Drehbuch von John Howard Lawson.
Doch auch schon 1947 gab es positivere Kritiken. Die Variety spricht von einer kompetenten Regie und meint, Susan Hayward habe eine schwere schauspielerische Aufgabe leicht gemeistert. Auch die anderen Darsteller (außer Lee Bowman) seien gut, würden zumeist aber von „Miss Hayward in den Schatten gestellt“. Drehbuchautor John Howard Larson wird dagegen ohne weitere Erklärung die Schuld an allen nicht so gelungenen Szenen zugewiesen.

### Einspielergebnisse
Smash-Up, the Story of a Woman spielte in den US-amerikanischen und kanadischen Kinos 1947 etwa 2 Millionen Dollar ein und war damit nur auf Platz 74 der Liste der erfolgreichsten Filme des Jahres.

### Auszeichnungen
Susan Hayward war bei der Oscarverleihung 1948 für ihre Rolle in Smash-Up, the Story of a Woman in der Kategorie Beste Hauptdarstellerin nominiert, verlor aber gegen Loretta Young (Die Farmerstochter). Nominiert waren auch Dorothy Parker und Frank Cavett in der Kategorie Beste Originalgeschichte. Dort ging der Preis an Valentine Davies für Das Wunder von Manhattan.

### Trivia
In Hollywoodkreisen gab es ein Gerücht, Smash-Up, the Story of a Woman basiere auf der Geschichte von Dixie Lees Ehe mit Bing Crosby. Auch aktuelle Webseiten behaupten dies. Walter Wanger, der Produzent des Films, hat vehement jegliche absichtliche Ähnlichkeiten verneint.